# Civilização (conto)
Civilização é um conto de Eça de Queirós onde é narrada a vida de Jacinto, um homem novo e culto que vivia luxuosamente, rodeado dos mais sofisticados e recentes inventos e das mais belas obras-primas da literatura. De facto, Jacinto era um homem sempre aborrecido, desanimado e entediado, apesar do luxo em que vivia. Era o protótipo do homem civilizado mas também da infelicidade.
Tudo havia de mudar quando o protagonista decide ir passar uma temporada bem longe da civilização. Jacinto tenta superar o isolamento enviando para aí todos os equipamentos técnicos e demais apetrechos que julgava indispensáveis a uma vida civilizada e luxuosa. Contudo, ao chegar, apercebe-se que os caixotes enviados não tinham chegado e que a nenhuma da suas ordens, relativas à realização de obras na casa, tinha sido cumprida.
Inicialmente desmoralizado e ainda mais pessimista com tamanha "tragédia", Jacinto é, subitamente, invadido e transformado pela beleza e simplicidade da vida campestre.
E vai ser assim, longe da civilização, dispensando os exageros do luxo, que Jacinto redescobre o prazer e a alegria de viver.
O conto foi publicado pelo jornal de Notícias do Rio de Janeiro, em 1892, e serviu como base para a posterior redação do romance A Cidade e as Serras em que Eça de Queirós começaria a trabalhar em 1893 e que receberia versão final apenas em 1901, após a morte do escritor.